# Arinteo
Flavio Arinteo (latino: Flavius Arinthaeus; ... – 378) è stato un generale romano di età imperiale, magister peditum dell'Oriente (366-378) e console (372).

## Biografia
Nel 355 era tribuno della schola armaturarum (una delle unità di cavalleria della guardia imperiale) in Rezia, sotto l'imperatore Costanzo II.

### Sotto Giuliano

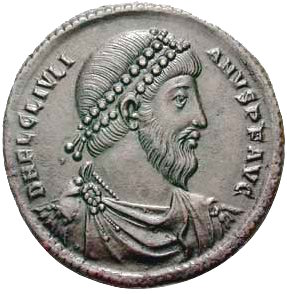
Arinteo partecipò alla campagna contro i Sasanidi dell'imperatore Giuliano come comes rei militaris

Nel 363 partecipò alla campagna sasanide del successore di Costanzo, l'imperatore Giuliano; assieme al principe sasanide Ormisda era responsabile, col titolo di comes rei militaris, della cavalleria, schierata sul fianco sinistro della formazione di marcia dell'esercito romano; in seguito, mentre l'esercito si avvicinava alla capitale sasanide Ctesifonte, fu messo a capo di una formazione di fanteria.
Giuliano morì in territorio nemico e i suoi generali tennero un consiglio allo scopo di selezionare il suo successore: Arinteo e Vittore, rappresentanti della fazione cristiana che aveva militato sotto Costanzo II, sostenevano l'elezione di uno dei propri, in opposizione alla fazione gallica e pagana leale a Giuliano e capeggiata da Nevitta e Dagalaifo, che voleva un militare dei suoi sul trono.

### Sotto Valente

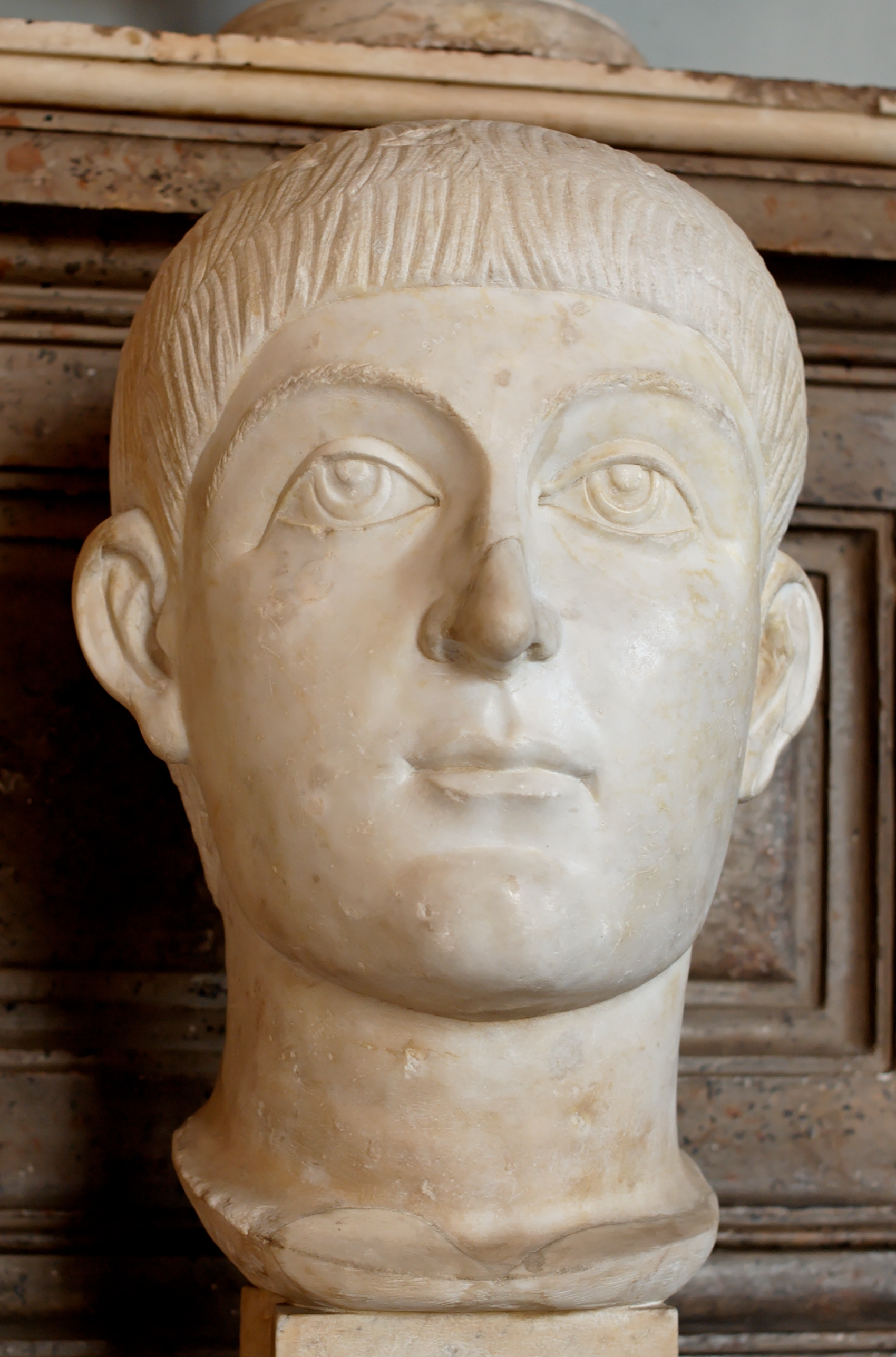
L'imperatore d'Oriente Valente nominò Arinteo comandante della fanteria dopo la sconfitta dell'usurpatore Procopio (366); Arinteo tenne questo grado fino alla morte, avvenuta per cause naturali nel 378

Il nuovo imperatore, il cristiano Gioviano, affidò ad Arinteo due ambasciate: la prima assieme a Secondo Saluzio presso i Persiani, che si concluse con la stipula di un pace sfavorevole, ma che permise all'esercito romano di tornare in patria; la seconda in Gallia, allo scopo di confermare Giovino.
Alla morte di Gioviano (364), Arinteo sostenne l'elezione del suo successore, Valentiniano I; quando poi questi nominò collega il proprio fratello Valente, dividendosi con lui l'esercito, Vittore e Arinteo andarono a far parte dell'esercito d'Oriente. Al servizio di Valente combatté contro Procopio, un parente di Giuliano che si rivoltò nel 365–366. Alla morte di Procopio divenne magister peditum («comandante della fanteria») d'Oriente; con questo titolo combatté la guerra contro i Goti del 367 e fu inviato a stipulare la pace con loro, ancora una volta assieme a Vittore, nel 369. Nel 371 era in Armenia con un contingente, allo scopo di assistere gli Armeni contro i Sasanidi.
Nel 372 fu console.
Morì nel 378, mentre era ancora alquanto giovane; si fece battezzare sul letto di morte e lasciò la madre, la moglie e una figlia. È possibile che l'Arinteo prefetto del pretorio in Oriente nel 379/383 fosse suo figlio.

### Fonti primarie
- Ammiano Marcellino, Storie
- Zosimo, Storia nuova

### Fonti secondarie
- (EN)  Arnold Hugh Martin Jones, John R. Martindale e John Morris, The Prosopography of the Later Roman Empire, Vol. 1, Cambridge University Press, 1971, pp. 102–103. (Versione on-line)